# Ráhpurivier
De Ráhpurivier  (Zweeds: Ráhpujoki) is een rivier die stroomt in de Zweedse  gemeente Kiruna. De rivier verzorgt de afwatering van het Ráhpumeer en het water afkomstig van de Ráhpuberg. Ze stroomt neer het noordwestene mondt uit in het Vuonomeer. Ze is circa 6 kilometer lang.
Afwatering: Ráhpurivier → (Vuonameer) → Vuonarivier → Rautasrivier → Torne → Botnische Golf